# Rui Bragança
Rui Pedro Rebelo Bragança (Guimarães, 26 de dezembro de 1991) é um desportista português que compete em taekwondo.

## Carreira
Começou a treinar taekwondo com 13 anos em Guimarães, tendo depois passado pelo ABC de Braga,  Vitória Sport Clube e representa agora o  Sport Lisboa e Benfica.
É chamado pela primeira vez à seleção nacional em 2007, alcançando o 3º lugar no Campeonato da Europa de Juniores em Baku no Azerbeijão.
Em 2009 ingressou no curso de Medicina na Universidade do Minho (curso que terminou em 2017), e ao serviço da Universidade foi 2 vezes Campeão da Europa Universitário (2011 e 2017), e obteve 2 medalhas de prata nas Universíadas (2015 e 2017). 
Foi Vice Campeão do Mundo em 2011, foi 2 vezes Campeão da Europa (2014 e 2016) e chegou a liderar o Ranking Mundial em Agosto de 2014.
Nos Jogos Europeus de Bakú 2015 conseguiu uma medalha de ouro na categoria de –58 kg e garantiu a qualificação para os Jogos Olímpicos como nº3 do ranking olímpico em Dezembro 2015.
Foi o primeiro atleta português a vencer um combate de taekwondo nos Jogos Olímpicos, tendo perdido no combate de acesso às medalhas por 3-4 com o atleta Dominicano Luisito Pie que acabou por ganhar a medalha de Bronze.